# I Would Set Myself on Fire for You
I Would Set Myself on Fire for You va ser una banda estatunidenca d'emo i screamo formada a Atlanta; el 2001. La banda es caracteritzava per la seva constant experimentació del screamo i la utilització de viola, violoncel, guitarra acústica, trompeta, saxofon i sintetitzador en les seves cançons.

## Membres
- Lindsey Leigh Harbour- veu, viola i violoncel
- Paul Myron Hobson- bateria i sintetitzador
- Justin Karl Lane- veu i baix elèctric
- Stephen Matthew Newhouse- veu i guitarra
- Tyler Dale Walters- sintetitzador, veu i percussió
- Danny Lee Sloderbeck- guitarra

## Discografia
| Any  | Format d'edició | Títol                | Discogràfica          |
| ---- | --------------- | -------------------- | --------------------- |
| 2003 | Àlbum           | Self-titled          | Stickfigure Records   |
| 2006 | Àlbum           | Believes in patterns | Stickfigure Records   |
|      | Extended Play   | Self-titled          | Delian League Records |